# 韩国电子政务
韩国电子政务，又称韩国电子政府是韩国政府机构通过网络技术将管理和服务在互联网上实现数字化的政务。电子政务是韩国提高行政效率和政府信息透明度，降低行政费用的重要手段。2014年6月25日，在联合国经济社会事务部（UNDESA）每两年发布一次的全球各国电子政府排名中，韩国从2010年以来已连续三次位列榜首。 

## 历史
1978年，韩国政府开始逐步推进人事、工资、年金管理等各种统计的电算化。1979年，韩国制定了《关于行政业务电算化的规定》，1986年韩国制定了《普及和促进利用网络法》。
1987年，韩国在国防、行政、金融、教育、公安、研究，五大重点领域，开始进行第一次国家骨干网建设，以提高行政工作效率和为发展信息产业打基础。1991年底，五大重点领域中的居民、房地产、雇佣、通关、汽车和经济统计六大优先业务都实现了在线服务。1992年，韩国开展了二次国家骨干网的建设。到1996年底，韩国在国税管理、护照管理、土地管理等11个重点业务实现了在线管理。通过两次国家骨干网的建设，韩国基本实现了政府行政电算化网络管理。
1999年3月，韩国政府出台“CyberKorea21”计划，旨在通过开展行政业务的信息化提高政府工作效率和政服务水平。同年，韩国为消除不同地区、不同人群以及不同阶层在信息技术应用方面的“数字鸿沟”，开展了信息化普及教育的“全国信息化教育计划”。2001年1月，金大中政府发表关于建设知识信息社会国家发展远景报告，并成立了电子政务特别委员会，以积极听取民间意见，以加速电子政务的实现。同年2月，韩国国会通过了《关于实现电子政府和促进行政业务电子化的法律》。2002年4月韩国政府提出了“e—KOREA Vision2006”建设目标，即“通过信息化建设，显著提高政府工作效率；通过迅速准确的为公民服务、在线定制型服务和行政公开，在为公民创造参政议政的前提下，制定和执行政府决策”。2006年，韩国完成了行政机关网页构建、行政机关电子批示系统、电子文件传输等电子政务建设，政府门户网站提供多达500多个可在线执行的服务。韩国其它部门网站也开始提供网上交税、律师考试结果查询、寻找朝鲜失散亲属等大量在线服务。
续政府1.0版（单纯提供信息）和2.0版（限制性的公开和参与）后，朴槿惠政府提出了实现政府3.0版本的目标。政府3.0版是通过移动技术和大数据为国民提供差异化一对多的行政服务，使社会民主化得到更深的提高。朴槿惠指出，政府3.0时代不仅仅意味着政府信息的公开，而意味着政府工作从过去以国家为中心的工作方式向以国民为本的工作理念的全面转型。